# Dante (ungdomsböcker)
Dante är huvudpersonen i en serie ungdomsböcker skrivna av Bengt Linder (1929-1985). De kom ut 1966-1985, de flesta på Wahlströms bokförlag, men några kom ut på Semic.

## Stil
Dante är en smart (men ständigt skoltrött) tonårig kille som tillsammans med sin bästa kompis Tvärsan blir inblandad i det ena äventyret och mysteriet efter det andra. Övriga rollfigurer inkluderar Dantes skådespelande föräldrar, hans enerverande storasyster Ginger (förtjust i män med skägg och bär själv postischer), samt "Klassgubben", Dantes och Tvärsans lärare. En av böckernas grundpelare är det ständiga budskapet om barn som fantasifulla och driftiga och vuxna som grå och fantasilösa.
Böckerna präglas av liten realism och mycket dårpippihumor, något som framhävs av den mycket orealistiska, men kreativa stockholmsslang som talas av huvudpersonerna. En del av denna ges prov på i boktitlarna.

## Produktionshistorik
Dante förekom ett tag även som serietidning. 1978 kom filmen Dante - akta're för Hajen!, med Jan Ohlsson (mest känd som Emil i Lönneberga) som Dante och Ulf Hasseltorp (mest känd för rollen som Hampus i Den vita stenen) som Tvärsan.
Linder var en massproducerande författare, mest känd för Dante-böckerna. Dante och Tvärsan skiljer sig inte nämnvärt i stil och koncept från hans övriga ungdomsböcker om Tjabo och Mysis, Toppen och Knoppen, Bonnie, Ninni och TV-polarna. Dock finns i de flesta av hans böcker en berättarglädje, en fantasi och ett hantverkskunnande som gjorde att böckerna rönte en enorm popularitet i Sverige under 1970-talet. Handlingen i böckerna om Dante hade ett högt tempo, prosan var talspråklig och replikväxlingarna hastiga.
Omslagen till Dante-böckerna tecknades ursprungligen av Hans Arnold och senare av Georges Bess, vilken även tecknade serieversionen.

## Dante-böckerna[2]
- Dante, toppsmart kille (1966)
- Dante i toppform (1967)
- Aktare för Hajen, Dante! (1967)
- Vicket dödsgarv, Dante (1968)
- Kolla skägget, Dante! (1968)
- Farligt prassel, Dante (1969)
- Ge dom på pälsen, Dante! (1969)
- Vicken tavla, Dante! (1970)
- Gasen i botten, Dante! (1970)
- Tjing i havreåkern, Dante! (1971)
- Simma lugnt, Dante (1971)
- Rena pippin, Dante (1972)
- Rena cirkusen, Dante (1972), ny utgåva 1979
- Ge dom på kulan, Dante! (1973), ny utgåva 1979
- Full sprutt, Dante! (1973), ny utgåva 1980
- Pang i bygget, Dante (1974), ny utgåva 1980
- Vicken panggrej, Dante (1974), ny utgåva 1981
- Smart camping, Dante (1975), ny utgåva 1981
- Pang på rödbetan, Dante (1975)
- Gurgel i Dalarna, Dante (1976)
- Stollar på gång, Dante (1976)
- Tjo i balalajkan, Dante (1977)
- Fnurp i kolan, Dante (1977)
- Kruta på, Dante (1978)
- Vicket raffel, Dante (1978)
- Smart grepp, Dante och andra häftiga Dante-stories (1980)
- Smack i smöret, Dante (1980)
- Vicket partaj, Dante (1982)
- Splash i planeten, Dante (1982)
- Fina fisken, Dante (1983)
- Rena fläsket, Dante (1983)
- Ge järnet, Dante (1984)
- Stora vrålet, Dante (1985)